# Повелитель небес
«Повелитель небес» (исп. El señor de los cielos) — американская телесериал, в главных ролях Рафаэль Амая. Произведено Argos Comunicación, Telemundo Studios и Caracol Internacional (первый сезон) и распространено Telemundo Internacional. Серия основана на жизни и творчестве Амадо Каррильо Фуэнтеса, бывшего лидера картеля Хуареса. Серия основана на жизни и творчестве Амадо Каррильо Фуэнтеса, бывшего лидера картеля Хуареса. Премьера серии состоялась 15 апреля 2013 года на телеканале «Telemundo».
Серия получила несколько наград, в том числе; Международная премия Эмми за американскую прайм-тайм не на английском языке. Премьера Tu Mundo для теленовеллы или серии года в течение трех лет подряд.

## Сюжет
Аурелио Касильяс является одним из крупнейших наркоторговцев в Мексике в 1990-х годах. Единственное стремление Аурелио - быть самым влиятельным наркоторговцем любой ценой. Ему удается везти, женщинам, виллам и зданиям, не стараясь изо всех сил. Из ребенка, который не умел ни читать, ни писать, он стал самым богатым, сильным и опасным человеком в Мексике.

## В ролях
- Рафаэль Амая — Аурелио Касильяс (сезоны 1–6; гость, сезон 7)
- Химена Эррера — Химена Летран (1–2 сезоны)
- Робинсон Диас — Милтон Хименес «Эль Кабо» / Пио Хосе Вальдивия (сезон 1 - настоящее время; повторяющийся, сезон 2; специальный гость, сезон 5)
- Рауль Мендес — Виктор Касильяс «Чакорта» (1–2 сезоны)
- Кармен Вильялобос — Леонор Баллестерос (2–3 сезоны; повторяющиеся, 1 сезон)
- Габриэль Поррас — Марко Мехия (сезон 1)
- Маурисио Очманн — Эль Чема (сезон 2–3; специальный гость, сезон 1)
  - Альберто Герра — Эль Чема (сезон 6; повторяющийся, сезон 7)
- Фернанда Кастильо — Моника Роблес (сезоны 2–5; повторяющиеся, сезон 1)
- Марлен Фавела — Виктория Наварес (сезон 2)
- Кармен Ауб — Рутила Касильяс (сезон 3 - по настоящее время; повторяется, сезон 2)
  - Терина Энджелл — молодая Рутила (сезон 1)
  - Ана София Дуран — молодая Рутила (сезон 2)
- Марица Родригес — Ампаро Рохас (3–4 сезоны)
- Сабрина Сиара — Эсперанса Сальватиерра (сезоны 4–5; повторяющиеся, сезон 3)
- Ванесса Вильела — Эмилиана Контрерас (4–5 сезоны)
- Марисела Гонсалес — Юнис Лара «Ла Фелина» (сезон 5; повторяется, сезон 4)
- Мариана Сеоане — Мейбл Кастаньо / Нинон-дель-Валье (сезон 5)
- Мигель Варони — Леандро Кесада (сезон 5–6)
- Гай Экер — Джо Наварро (сезон 6 - настоящее время)
- Нинель Конде — Эвелина Лопес (сезон 6 - настоящее время)
- Карлос Бардем — Киво Ахумада (сезон 6)
- Алехандро Лопес — Эль Супер Хави (сезон 6; повторяющиеся, сезоны 3-5, 7)
- Франсиско Гатторно — Густаво Касасола (сезон 6)
- Хесус Море — Омар Теран Роблес (сезон 6; повторяется, сезоны 3-5)
- Лиза Оуэн — Альба Касильяс (сезон 6; повторяется, сезоны 1–3, 5, 7)
- Изабелла Кастильо — Диана Ахумада (сезон 6 - настоящее время)
- Мария Кончита Алонсо — Нора Рекена (сезон 6)
- Матиас Новоа — Амадо Касильяс «Эль Агила Азул» (сезон 6 - настоящее время)
- Иван Арана — Исмаэль Касильяс (сезон 6 - настоящее время; повторяющиеся, сезоны 4–5)
- Эктор Бонилья — Артуро Лопес «Эль Райо» (сезон 6)
- Роберто Эскобар — Хосе Вальдес (сезон 6; повторение, сезон 7)
- Фернандо Норьега — Эутимио «Рохо" Флорес (сезон 6; повторяющиеся сезоны 5, 7)
- Эдуардо Сантамарина — Бальтазар Охеда (сезон 7 - настоящее время; повторяется, сезон 6)
- Данна Гарсия — Виолета Эстрелла (сезон 7 - настоящее время)